# 毕宿八
毕宿八，即金牛座λ（λ Tau，λ Tauri）是一个位于金牛座的三合星系统，距离地球约370光年。

## 特征
毕宿八的主星毕宿八A是一颗蓝色色B-型主序星，平均视星等为+3.41。它的亮度是太阳亮度的4000倍，半径是太阳的6.6倍。它的伴星是一颗白色A-型次巨星，亮度是太阳的95倍，半径是太阳的5.5倍。它们之间的距离约为0.1AU，围绕共同的质心旋转，周期为3.95天。因为这两颗星在旋转时互相遮掩，出现大陵五型变星的光变特征，视星等在+3.37至+3.91之间变化，变光周期为3天22小时52分15.3秒。这个联星系统拥有一个昏暗的伴星，以33天的周期围绕这个联星系统旋转。
1909年，美国天文学家弗蘭克·施萊辛格发现毕宿八的旋转谱线变宽，它和氐宿增一（天秤座δ）一起成为第一批发现有这种特征的恒星。

## 命名
在中国古代星官系统中，毕宿八属于西方白虎七宿中毕宿第八星，这也是毕宿八名字的来由。
它的西方有时被称为Sadr al Tauri，意思为公牛的胸部。